# Dive Bar Tour
Tournées par Lady Gaga
Cheek to Cheek Tour
(2014-2015) The Joanne World Tour
(2017-2018)
Le Dive Bar Tour, sponsorisé par Bud Light, est une tournée promotionnelle de la chanteuse américaine Lady Gaga, promouvant son cinquième album studio Joanne.

## Développement
Dans le cadre de la promotion du cinquième album studio de Gaga, intitulé Joanne, une courte tournée promotionnelle est annoncée en octobre 2016. Celle-ci n'a pas de liste des pistes définitive, les titres chantés différant selon les dates.
Le Dive Bar Tour est composé de trois dates, toutes dans de différentes villes des États-Unis, ayant respectivement eu lieu le 5, le 20 et le 27 octobre 2016.
En 2017, Gaga annonce que quelques autres dates seront ajoutées au Dive Bar Tour, et que celles-ci seront pour l'été de cette même année. Cependant, les préparations du Joanne World Tour prenant la majeure partie du temps de la chanteuse, les dates sont repoussées à une période non annoncée puis annulées.

## Liste des pistes

### Nashville
1. Sinner's Prayer
2. A-YO
3. Million Reasons
4. Perfect Illusion

### New York
1. Diamond Heart
2. A-YO
3. Joanne
4. Grigio Girls
5. Million Reasons
6. Just Another Day

### Los Angeles
1. Come to Mama
2. A-YO
3. John Wayne
4. Million Reasons
5. Angel Down
6. Joanne
7. Perfect Illusion

## Dates
| Date            | Ville       | Pays       |
| --------------- | ----------- | ---------- |
| 5 octobre 2016  | Nashville   | États-Unis |
| 20 octobre 2016 | New York    | États-Unis |
| 27 octobre 2016 | Los Angeles | États-Unis |